# جيل كوستيلو
جيل كوستيلو (بالإنجليزية: Jill Costello)‏ هي مجدفة أمريكية، ولدت في 1 ديسمبر 1987 في سان فرانسيسكو في الولايات المتحدة، وتوفي بنفس المكان في 24 يونيو 2010 بسبب سرطان الرئة.